# Emers

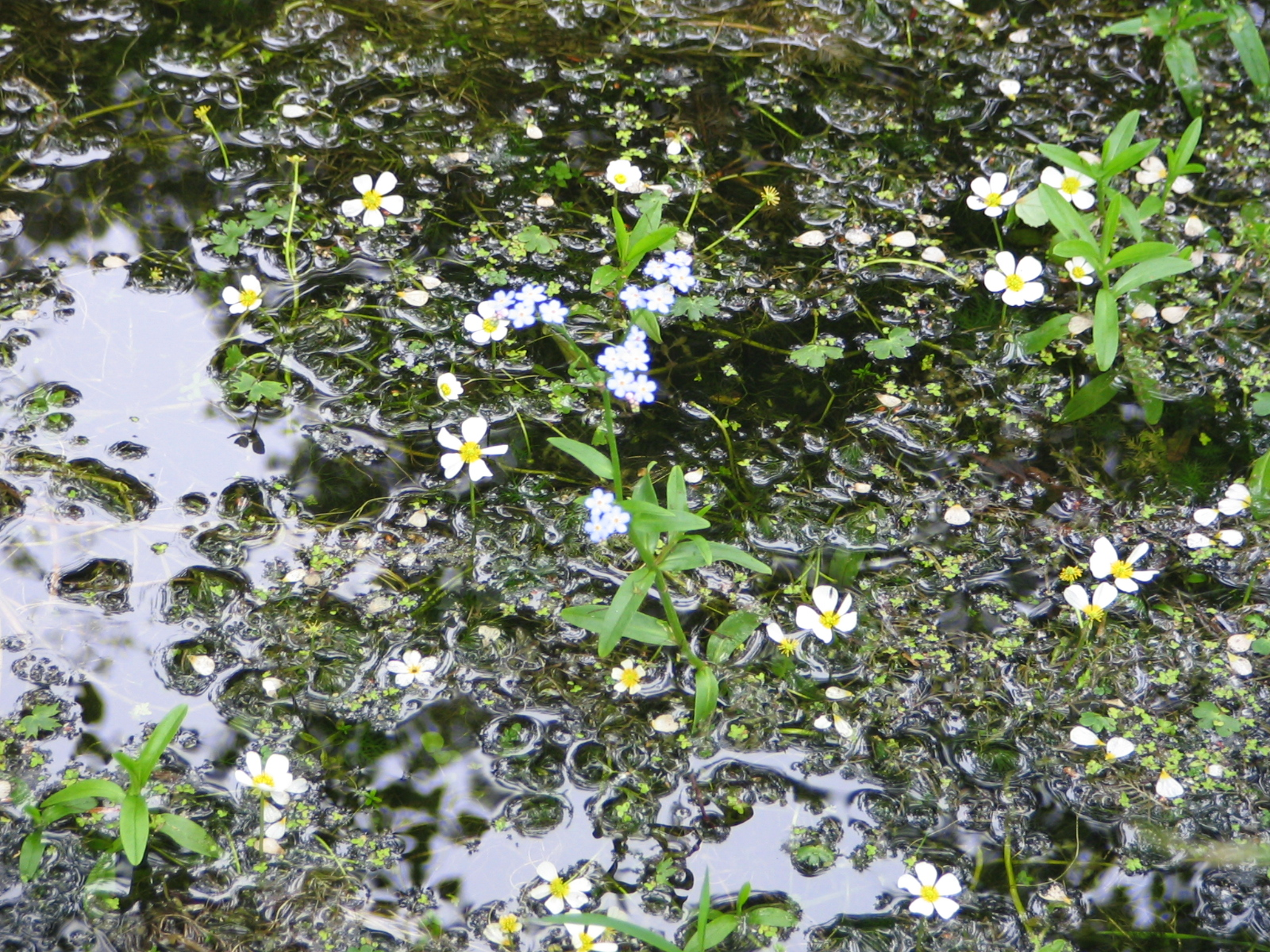
Ranunculus cf aquatilis är en emers vattenväxt.

Emers är en beteckning för en vattenväxt eller svamp som lever delvis ovan vatten, eller periodvis till och med helt ovan vatten. Motsatsen är en submers vattenväxt, som lever helt under vatten (från latinets submersus, "nedsänkt").
Emersa vattenväxter finns exempelvis inom släktena Anubias, Microsorum, svärdsvaltingssläktet (Echinodorus), och vattenkallasläktet (Cryptocoryne).